# Sema Parc

Sema Parc

Sema Parc este un complex de birouri și apartamente din București, dezvoltat pe amplasamentul fostei fabrici Semănătoarea din zona Grozăvești,
pe malul drept al râului Dâmbovița.
Suprafața totală construită va fi de 980.000 de metri pătrați, la care se adaugă circa 400.000 de metri pătrați de parcare.
Prima fază a complexului, care a fost finalizată, cuprinde două clădiri de birouri totalizând 50.000 de metri pătrați și a fost cumpărată de fondul de investiții Europolis pentru 90 de milioane de euro.
A doua fază a proiectului constă în construcția a patru clădiri de birouri și prima etapă din dezvoltarea spațiilor rezidențiale.
Inițial, proiectul cuprindea și construirea unui centru comercial, însă ulterior s-a renunțat la acesta.

## River Place
Complexul River Place este format din două clădiri de birouri din cadrul Sema Parc, Riverview House și Atrium House, având o suprafață totală închiriabilă de circa 46.800 mp.
În anul 2009, River Place a fost cumpărat de compania austriacă Europolis.